# 星は歌う
『星は歌う』（ほしはうたう）は、高屋奈月による日本の漫画作品。漫画雑誌『花とゆめ』（白泉社）にて2007年13号から2011年4号まで連載された。単行本は全11巻が刊行された。

## あらすじ
夜空を見ているだけで、星々が歌い、自分を支えてくれていることを感じ取れる少女、椎名サクヤ。彼女は父親に捨てられ、従兄、宮古奏と同居している。だが奏にはほとんど収入がなく、生活はサクヤのアルバイトにかかっていた。周囲の者はそんな奏をろくでなし扱いするが、サクヤはそうした誤解と、自分が奏に支えられている倖せを理解してもらえないもどかしさに悩んでいた。
ある日、誕生日を迎えたサクヤが帰宅すると、見知らぬ少年が奏と一緒に誕生日を祝ってくれた。少年の名は葵千広。彼はサクヤに、星からしか聞こえなかった「偉い」という言葉を言ってくれた。その後、寂しげな笑顔を残し帰っていった千広を探すことにしたサクヤ。ついに見つけた千広から「嫌い」と言われた瞬間、我知らず彼を好きになっていたことに気づく。

## 登場人物
椎名 サクヤ（しいな サクヤ）
本作の主人公。星空鑑賞同好会、通称「ホカン」の会長（部長）。父親に捨てられ、従兄の宮古奏（後述）と暮らす高校生。星を見ることで、星から支えられていると考えている。当初は星を見るだけで満足していたが、その後名前を覚えようと勉強を始める。好きな星は、ウミヘビ座の二等星「アルファルド」（アラビア語で「孤独なもの」の意味）。
中学に進学する前に両親が離婚。父親の再婚相手である継母と仲良くなろうと努力をしたが、結局理解し合えなかった過去を持つ。そのため「頑張っても頑張っても報われない」という無力感を心の奥底に抱えており、学校でも暗さ故に浮いていて、聖と仲良くなるまで笑えなくなっていた。
優里の兄の下でアルバイトをしており、その収入で生活を支える。
高校卒業間近、千広の友人である雨宮桜が昏睡症状から回復していたことを知り、千広は桜を支えるために東京へ戻ることを伝えられる。誕生日にもらったプレゼントは本来は桜へあげるはずの物だったと気付き、「本当にあげたい人へ」と千広へ返し、両想いであることを理解しつつも「桜を支えたい」という千広の優しさも好きなところだから、と別れを選び、卒業を迎える。数年後、奏も東京で職を見つけたために共に一人暮らしを始め、その後はプラネタリウムに就職、千広以外の友人たちとは連絡を取り合っているが、千広とは卒業後一度も会えていなかった。だが桜が自立を決意し、千広が幸せになれるようにと願ったことで、千広と再会する。
葵 千広（あおい ちひろ）
サクヤの誕生日に、突然彼女の前に現われた少年。
奏の勘違いによりサクヤ達の家で一緒に誕生日を祝った。サクヤを褒めて別れたが、再び出会った時には、星について語るサクヤに「嫌い」と言い放つ。
成績は優秀だが、以前在籍していた学校で問題を起こし、その後母親も失踪。叔父の元で暮らすことが決まり、サクヤ達の学校へ転校してくる。
物心ついた頃には母親が「ダメな人」で、このままでは潰されると気づいており、早い段階から「親からの自立」を考えていた。同級生のいる空間に馴染むために自分を偽る生活を続ける中で桜と出会い、似た者同士故に惹かれていくが、桜の自殺未遂が原因で更に精神的に不安定になっていた。
高校卒業間近に桜が昏睡症状から回復していたことを知り、桜と共に人生をやり直して桜を支えるために東京へ戻ることをサクヤに伝える。卒業式前日にサクヤと両想いであることを実感するが、桜のことも大切に思うがゆえに決めたことを貫く。数年後、桜が一人立ちすることを決意し、今まで自分を支えてくれた千広に幸せになってほしいと願ったことで、サクヤと数年ぶりの再会を果たした。
宮古 奏（みやこ かなで）
サクヤの従兄。小中学生の頃から親の期待を一身に背負って育ったが、高校進学後は周囲からの重圧が原因で成績が伸び悩み、大学受験にも失敗。その後、引きこもりになっていたところに、サクヤとの同居を彼女の父親から依頼された。サクヤとは母方親族の法事の時（当時サクヤは中学生）に偶然顔を合わせていて、サクヤの父は叔父にあたる。当初はサクヤの「星は歌う」という考えを馬鹿にしており、同居が決まってからも不干渉を決め込んでいた。サクヤからは「かなちゃん」と呼ばれている（同居当初は「奏さん」だった）。不器用だが自分なりにサクヤを可愛がり、庇護している。陶芸によって収入を得ているが微々たるもので、周囲からはサクヤのアルバイトによる収入に頼りきったろくでなしと思われている。
サクヤ達が高校を卒業したあとは東京で職を見つけたため、お互い一人暮らしを始める。時間があるときはサクヤとも会っている。偶然にも彼の勤務先で桜も働いていたため、一人立ちを決意した桜の頼みでサクヤの勤務先を教えた。
本条 聖（ほんじょう ひじり）
サクヤや優里のクラスの学級委員長。長い黒髪が特徴。星空鑑賞同好会の部員。地主の一人娘で、自宅は大きく、使用人も多い。サクヤを誰よりも可愛がっており、彼女の変化を素早く察知して、助けとなる。中学からの友人であるサクヤからは「せーちゃん」と呼ばれる。サクヤと関わるようになって、自分がどれだけ恵まれているか自覚し、お金があってもサクヤを助けられないのなら無意味だ、と嘆いたことがある。
他人をからかったり、嫌がることをしたり言ったりすることが大好きな性格。幼馴染である優里にはよく実力行使で突っ込みを入れるなど、腹黒い一面も。お目付け役の沙己のヤクザ口調にキレることもあるが、時々発想がヤクザ的（優里の態度に苛立って、優里の家の酒屋を「潰すか」と思案するなど）。普段やらないため、料理や着物の着付けが苦手。
担任であり、星空鑑賞同好会顧問の静に淡い恋心を抱いていたが、のちに自ら彼女への想いに終止符を打つ。
高校卒業後は沙己と結婚し、母の仕事を引き継ぐが、地元の活性化に頭を悩ませている。サクヤたちとの友人関係は卒業後も変わらず、千広を待ち続けるサクヤを案じてか「お見合い」を持ちかけようとしたりしている。
村上 優里（むらかみ ゆうり）
星空鑑賞同好会の部員。作中では名前を「ユーリ」と表記されることが多い。
浮き沈みが激しい性格で、ぶっきらぼう。背は低いが、スパイダーマンを目指して窓から登校するなど運動神経は良く、試合の助っ人によく借り出される。子供扱いされることを非常に嫌う。
両親は交通事故ですでに他界しており、祖母と兄の三人で暮らしている。
転んだ弾みでサクヤを押し倒してしまい、その時にサクヤに対する好意を自覚する。また、まともに働こうとしない奏を「ダメ男（ダメお）」と呼んでいる。
高校卒業後は東京へ移り住み、千広ともたびたび会っている。地元へは時々帰ってくる程度。
村上 優人（むらかみ ゆうと）
優里の兄で、サクヤのアルバイト先である酒屋の店長。優里を可愛がっているが、一度だけ叱ったことがある。サクヤにも優しく接するが、働こうとしない奏に対してはあまりいい感情を持っていない。
沙己（さき）
本条家に仕えている男性で、聖のお目付け役。小学生だった聖が家族で見ていた映画に影響されて捨て犬を探していた時に、負傷してゴミ捨て場に倒れていた彼を偶然見つけて無理やり連れ帰り、入院による怪我の治療を受けた後に聖の側付きに。以降、聖の世話全般を受け持つ。拾われてから聖一筋で、ことあるごとに「好き」を連発し、鬱陶しがられている。聖に対して非常に甘いが、中学生の聖が家出を画策した際に押しとどめ、敷地内の離れへの引っ越しを提案するなど、注意すべきところはきっぱりと口にすることもある。荒れた生い立ちらしく、子供の頃は学校にあまり行っていなかったようだが、聖の発言を受けて、高卒資格及び大卒資格を取ったらしい。
陽気な性格で、サクヤ達にも気さくに接してくれるが、ヤクザのような口調や言い回しを使い、「うちはそっち方面じゃないから」と聖にキレられることがある。また観察力が豊かで、優里がサクヤに好意を寄せていることにもいち早く気づいていた。聖の命令で、東京へ行き千広の過去を調べたことがある。
数年後に聖と結婚。旦那になっても変わらず聖を「お嬢」と呼んでいる。
久谷 静（くたに しずか）
サクヤたちの担任で、星空観賞同好会の顧問を務める男性教師。聖から恋慕の情を告げられた際、「まだ子供だから」として退けた。交際中の女性がおり、休日には髪型を変えている。サクヤの置かれた環境や事情に通じており、何かと気遣いを見せる。視力が低い。
天宮 桜（あまみや さくら）
千広が中学校で出会った少女で彼の初恋相手。父親から日常的に暴力を振るわれ、学校でもいじめられていた折に千広と知りあった。その後千広と友好関係を深めていくが、ある日、両親の諍いが原因で首つり自殺を図る。一命は取り留めたが、その後昏睡状態が続き、入院中。
実は千広がサクヤ達の学校へ転校した少し後に昏睡症状から回復していたが、彼女の母と叔父たちによって伏せられていた。だが高校卒業間近に自分から連絡を取り、千広と再会。共に人生をやり直そうという千広の決意を胸に数年間、千広や母の支えによって心身ともにリハビリを進めていた。
その後は一人立ちすることを決意し、今まで自分を支えてくれた千広に幸せになってほしいと願い、サクヤが別れの日に千広に託したワンピースを着て、サクヤの元を訪れる。
葵 悠一（あおい ゆういち）
千広の叔父（千広の母親の弟）。妻は美奈子という。シルバーアクセサリーを作っている。母親が失踪してしまった千広を自分の家に居候させている。千広のことを心配しており、彼に徐々に友達ができている事を嬉しく思っている。趣味はサーフィン。

## ドラマCD
『星は歌う』
マリン・エンタテインメントより2010年2月24日発売。
配役
椎名 サクヤ（しいな サクヤ） - 戸松遥
葵 千広（あおい ちひろ） - 近藤隆
宮古 奏（みやこ かなで） - 高橋広樹
本条 聖（ほんじょう ひじり） - 小清水亜美
村上 優里（むらかみ ゆうり） - 寺島拓篤
沙己（さき） - 鈴木達央

## 書誌情報
- 高屋奈月 『星は歌う』 白泉社 〈花とゆめコミックス〉 全11巻

1. 2008年1月18日発売 ISBN 978-4-592-18601-4
2. 2008年5月19日発売 ISBN 978-4-592-18602-1
3. 2008年9月19日発売 ISBN 978-4-592-18603-8
4. 2009年1月19日発売 ISBN 978-4-592-18604-5
5. 2009年5月19日発売 ISBN 978-4-592-18605-2
6. 2009年9月18日発売 ISBN 978-4-592-18606-9
7. 2010年1月19日発売 ISBN 978-4-592-18607-6
8. 2010年5月19日発売 ISBN 978-4-592-18608-3
9. 2010年9月17日発売 ISBN 978-4-592-18609-0
10. 2011年1月19日発売 ISBN 978-4-592-18610-6
11. 2011年4月19日発売 ISBN 978-4-592-18037-1